# Matías González García
Matías González García (Gurabo, Puerto Rico, 9 de diciembre de 1866 - 11 de mayo de 1938),fue un político y escritor puertorriqueño del Naturalismo.
Maestro, empezó a publicar en la prensa de Puerto Rico bajo la protección de Manuel Fernández Juncos. Cultivó el cuento (llegó a escribir unos quinientos, de carácter fundamentalmente cómico y satírico de los vicios), la novela y el ensayo y se adelantó a su tiempo al tratar los temas raciales a través de la dura vida del cañaveral. Empezó cultivando el costumbrismo realista en ambientes rurales y los conflictos que perjudicaban a los pequeños terratenientes de la isla, como en su novela inicial La primera cría, (1892); la siguiente, Cosas (1893) se suele considerar como la primera novela claramente naturalista de Puerto Rico; a él siguieron El escándalo (1894), Ernesto (1895), aparecida en folletín en la revista El Buscapié; Carmela (1903), considerada su mejor novela por ser un estudio psicológico de los jíbaros puertorriqueños; Gestación (1905), Psociológica e idealista, entre otros títulos. Profundamente humorista y de ideología socializante a la manera de León Tolstoy, fue también político y dramaturgo.